# 的士司機

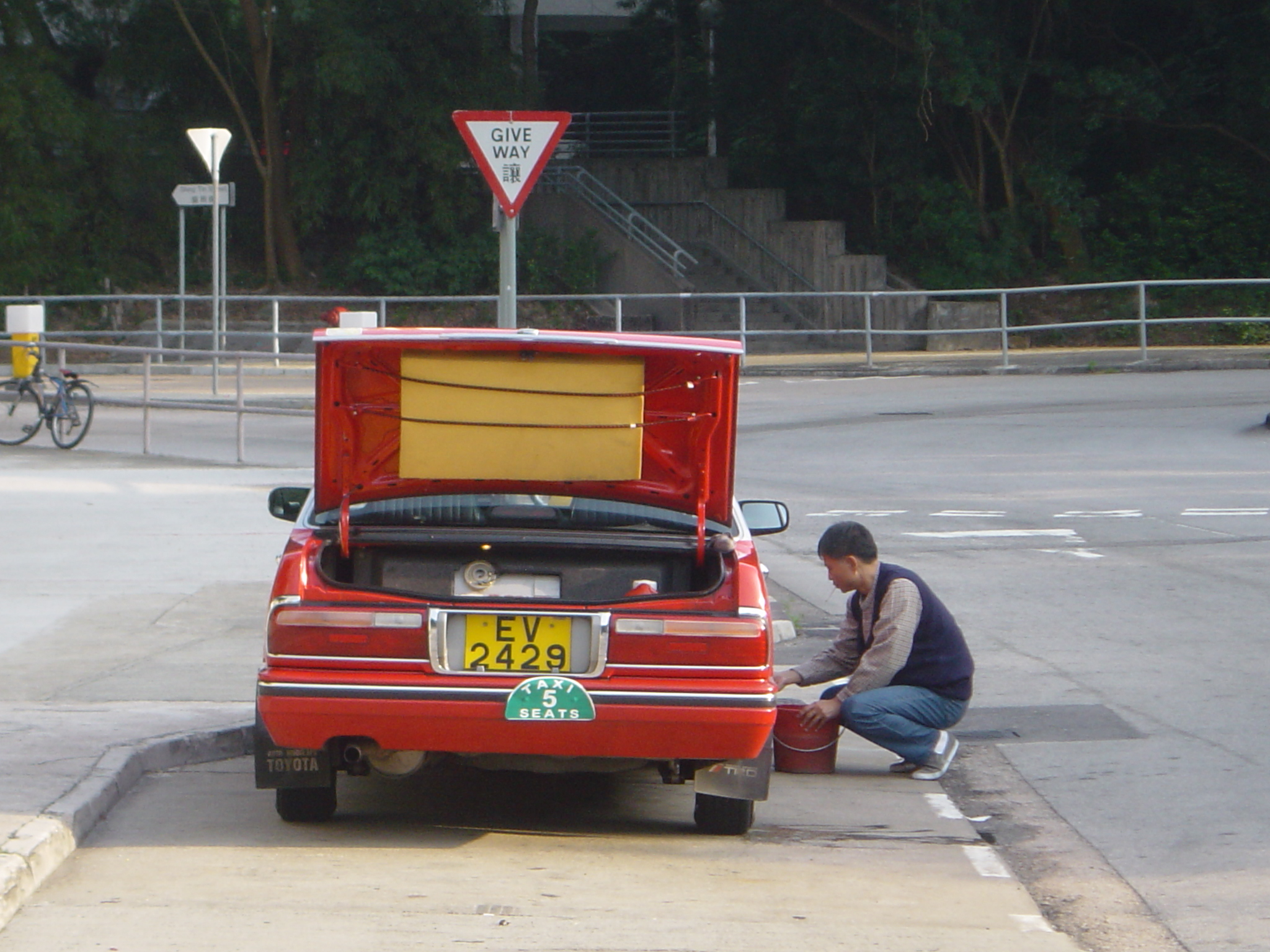
計程車司機

計程車司機，是指以駕駛計程車載客為業的職業駕駛員，按付車資的乘客指示，載送乘客至目的地。

## 身份
計程車司機可能是車主、日夜更合夥人、車行僱員等。